# Rockelstaåsen
Rockelstaåsen är ett naturreservat i Flens kommun  i Södermanlands län.
Området är naturskyddat sedan 1959 och är 12 hektar stort. Reservatet omfattar grusåsar och växtligheten därpå.